# Copa dos Campeões Europeus da FIBA de 1972–73
A Copa dos Campeões Europeus da FIBA de 1972–73 foi a 16ª edição da principal competição europeia de clubes profissionais da Europa conhecida hoje como Euroliga. A final foi sediada no Country Hall du Sart Tilman em Lieja, Bélgica, em 22 de março de 1973. Na ocasião o Ignis Varèse venceu o CSKA Moscou por 71–66.

## Fase Preliminar
| Equipe 1               | Total   | Equipe 2               | 1.º jogo | 2.º jogo |
| ---------------------- | ------- | ---------------------- | -------- | -------- |
| TuS 04 Leverkusen      | 160-165 | Simmenthal Milano      | 73–75    | 87–90    |
| Wienerberger           | 137-126 | İTÜ                    | 81–68    | 56–58    |
| Etzella                | 152-160 | Epping Avenue          | 81–91    | 71–69    |
| ÍR                     | 102-210 | Real Madrid            | 65–117   | 37–93    |
| Alvik                  | 144–190 | Maccabi Elite Tel Aviv | 74–103   | 70–87    |
| Honvéd                 | 144–169 | Bus Fruit Lier         | 85–77    | 59–92    |
| FUS Rabat              | 139–193 | ASVEL                  | 65–82    | 74–111   |
| FC Porto               | 149-202 | Slavia VŠ Praha        | 81–93    | 68–109   |
| Jeunesse Sportivo Alep | 0-4*    | Partizani Tirana       | 0–2      | 0–2      |
| Levi's Flamingo's      | 164-179 | Estrela Vermelha       | 88–72    | 74–107   |
| Dinamo București       | 172-132 | Knorr Stars Honka      | 95–58    | 77–74    |
| Academic               | 154-141 | Panathinaikos          | 76–57    | 78–84    |

*Jeunesse Sportivo Alep desistiu antes do primeiro confronto e o Partizani Tirana recebeu o resultado de (2-0) em ambos os jogos.

## Segunda Fase
| Equipe 1               | Total   | Equipe 2         | 1.º jogo | 2.º jogo |
| ---------------------- | ------- | ---------------- | -------- | -------- |
| Stade Français Genève  | 172-242 | CSKA Moscou      | 92–121   | 80–121   |
| Simmenthal Milano      | 175-156 | Wienerberger     | 93–76    | 82–80    |
| Epping Avenue          | 109-229 | Real Madrid      | 62–119   | 47–110   |
| Maccabi Elite Tel Aviv | 162-146 | Bus Fruit Lier   | 97–74    | 65–72    |
| ASVEL                  | 148-153 | Slavia VŠ Praha  | 66–63    | 82–90    |
| Partizani Tirana       | 157-193 | Estrela Vermelha | 83–94    | 74–99    |
| Dinamo București       | 141-133 | Academic         | 72–75    | 69–58    |

Automaticamente classificado para a fase de grupos
- Ignis Varese

## Fase de Quartas de Finais
|  | As duas melhores equipes passam para as semifinais |

|    | Team                   | Pld | Pts | W | L | PF  | PA  | PD  |
| -- | ---------------------- | --- | --- | - | - | --- | --- | --- |
| 1. | Simmenthal Milano      | 3   | 6   | 3 | 0 | 552 | 512 | +40 |
| 2. | Estrela Vermelha       | 3   | 5   | 2 | 1 | 521 | 533 | -12 |
| 3. | Real Madrid            | 3   | 4   | 1 | 2 | 485 | 487 | -2  |
| 4. | Maccabi Elite Tel Aviv | 3   | 3   | 0 | 3 | 550 | 576 | -26 |

|    | Team             | Pld | Pts | W | L | PF  | PA  | PD  |
| -- | ---------------- | --- | --- | - | - | --- | --- | --- |
| 1. | CSKA Moscou      | 3   | 6   | 3 | 0 | 510 | 453 | +57 |
| 2. | Ignis Varese     | 3   | 5   | 2 | 1 | 503 | 475 | +28 |
| 3. | Dinamo București | 3   | 4   | 1 | 2 | 469 | 505 | -36 |
| 4. | Slavia VŠ Praha  | 3   | 3   | 0 | 3 | 489 | 538 | -49 |

## Semifinais
| Equipe 1          | Total   | Equipe 2     | 1.º jogo | 2.º jogo |
| ----------------- | ------- | ------------ | -------- | -------- |
| Simmenthal Milano | 169–212 | Ignis Varese | 72–97    | 100–115  |
| Estrela Vermela   | 173–198 | CSKA Moscou  | 90–98    | 83–100   |

## Final
Realizada em 22 de março no Country Hall du Sart Tilman em Liège
| Equipe 1     | Resultado | Equipe 2    |
| ------------ | --------- | ----------- |
| Ignis Varese | 71–66     | CSKA Moscou |

| Copa dos campeões europeus de 1972–73 Campeão |
| --------------------------------------------- |
| Ignis Varese 3º Título                        |